# Otto Haese
Otto Haese (* 30. September 1874 in Arnswalde; † 24. Dezember 1944 im KZ Dachau) war ein deutscher Gewerkschafter und Politiker (SPD).

## Leben
Nach dem Besuch der Volksschule in Berlin absolvierte Haese eine Maurerlehre. Seine weitere Ausbildung erfolgte an einer Fortbildungsschule und mit Fachkursen für Hoch- und Eisenbetonbau. Bis 1903 arbeitete er als Zementfacharbeiter im Baugewerbe, zuletzt als Polier auf Baustellen in und um Berlin. Er schloss sich dem Maurerverband an, war von 1899 bis 1903 Vorstandsmitglied des Maurerverbandes in Berlin und besuchte dort die zentrale Gewerkschaftsschule.
Haese war von 1903 bis 1911 Angestellter beim Zentralverband der Maurer Deutschlands. Im Anschluss arbeitete er als Angestellter für den Bauarbeiterverband, von 1911 bis 1913 in Berlin und von 1913 bis 1933 in Wiesbaden. Des Weiteren war er von 1903 bis 1913 Sektionsleiter der Berliner Gips- und Zementbranche und von 1911 bis 1913 Mitglied des Aufsichtsrates der Baugenossenschaft Ideal. In Wiesbaden übernahm er 1917 den Vorsitz über das Gewerkschaftskartell. Ende der 1920er Jahre war er Geschäftsführer der Bauhütte und wurde zum Vorsitzenden der Wiesbadener Zweigniederlassung des Baugewerksbundes gewählt.
Haese war von 1917 bis 1933 Mitglied des Bezirksvorstandes der SPD Hessen-Nassau. Vom 1. Januar 1918 bis 1920 war er Stadtverordneter und anschließend bis 1924 ehrenamtlicher Stadtrat in Wiesbaden. Von 1919 bis 1921 war er Mitglied der Verfassunggebenden Preußischen Landesversammlung. Im Februar 1921 wurde er als Abgeordneter in den Preußischen Landtag gewählt, dem er ohne Unterbrechung bis 1932 angehörte. Im Parlament vertrat er den Wahlkreis 19 (Hessen-Nassau).
Nach der Machtübernahme der Nationalsozialisten musste Haese seine politischen und gewerkschaftlichen Funktionen aufgeben. Nach dem Attentat vom 20. Juli 1944 wurde er verhaftet, ins KZ Dachau verbracht und dort am 24. Dezember 1944 ermordet.

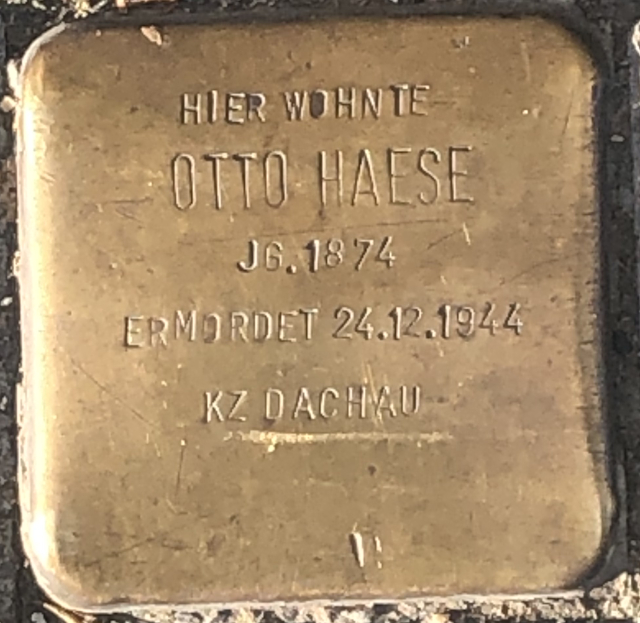
Stolperstein für Otto Haese in Wiesbaden

## Ehrungen
Die Stadt Wiesbaden benannte nach ihm die Otto-Haese-Straße in Wiesbaden-Klarenthal.